# 가장 밝은 은하단 은하

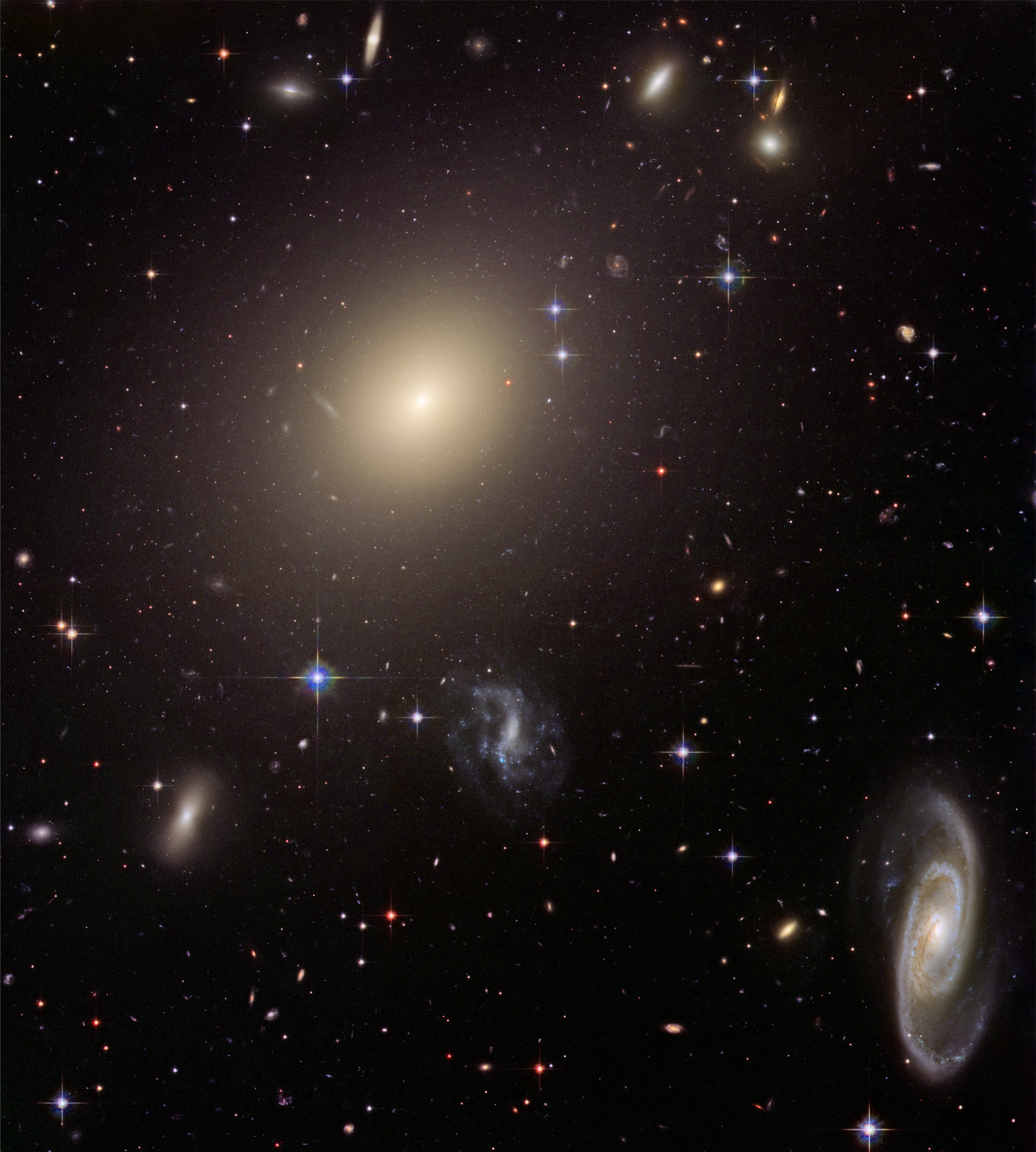
NASA의 허블 우주 망원경이 촬영한 은하단 Abell S0740이다. 이 은하단은 센타우루스자리 방향으로 4억 5,000만 광년 떨어져 있다. 거대타원은하 ESO 325-G 004가 은하단의 중심에서 크게 보인다. 이 BCG는 우리 태양의 1,000억 배 만큼 무겁다.

가장 밝은 은하단 은하(영어: Brightest cluster galaxy, BCG)는 은하단 내에서 가장 밝은 은하이다. 우주에서 가장 무거운 은하 역시 BCG에 포함된다. 이들은 일반적으로 은하단 내의 기하학 및 운동학적 중심 근처에 위치한 타원은하로, 따라서 은하단의 퍼텐셜 우물의 바닥에 있다. 또한 이들은 일반적으로 은하단의 X-선 방출이 최대인 곳과 일치한다.
BCG의 형성에 대한 시나리오들은 아래와 같다.
- 냉각류 (Cooling flow) — X-선 은하단 헤일로의 고밀도 냉각 중심에서의 냉각류로부터 별이 형성된다.

BCG에서 강착 개체에 관한 연구는 이 이론에 대해 의문을 제기했고, 천문학자들은 복사냉각 중인 은하단에의 냉각류에서 이에 대한 증거를 찾지 못했다. 남은 두가지 이론이 더 나은 관점을 보인다.
- 은하 잡아먹기 (Galaxy cannibalism) — 작은 은하들이 운동마찰과 조석분해 등을 겪으면서 은하단의 중심으로 가라앉는다.[4]

- 은하 병합 (Galaxy merger) — 은하단의 수축 동안 여러 개의 은하들 사이에서 빠른 병합이 일어났다.[5]

## 형성
BCG의 형성 기간을 고려하면 병합 모형으로부터 잡아 먹기 모형을 구별할 수 있다. 잡아먹기 모형에서는 수많은 작은 은하가 진화하는 은하단 내에 존재한다. 그에 비해 병합 모형에서는 은하단의 수축 동안 계층적 우주론적 모형을 통한 성장이 예측된다. 은하단 은하들의 궤도 붕괴가 BCG로 성장하는 것을 설명하는데 충분히 효과적이지 않다는 것이 보여져 왔었고, 지금은 병합 모형이 일반적으로 가장 적합한 가설이라고 받아들여 진다. 그러나 최근 관측들은 이 모형의 일부 예측과는 맞지 않는다. 예를 들어, BCG의 항성 질량이 병합 모형에서 예측하는 것보다 훨씬 초기에 생성되었다는 것이 밝혀졌다.

## 분류
BCG는 여러 가지 유형의 은하들로 구분 할 수 있다. : 거대타원은하(gE), D형 은하, cD형 은하 등. cD형 은하와 D형 은하에는 일반적인 타원 은하와 유사한, 타원 형태의 핵을 둘러싸고 있는 커다랗고 희미한 외피층(envelope)이 있다. BCG의 밝기 분포는 흔히 서직의 표면밝기 법칙(Sersic surface brightness law)의 이중 서식 분포 (Double sersic profile) 또는 드 보클레르 법칙(de Vaucouleurs law)에 의해 기술된다. BCG의 광도 곡선에 대한 다양한 모델들 뿐만 아니라 희미한 외피층의 희미한 정도(faintness)는 정확한 천체의 크기 측정을 어렵게 만든다.

## 같이 보기
- 화석 은하군